# Kanton Courville-sur-Eure
Courville-sur-Eure is een voormalig kanton van het Franse departement Eure-et-Loir. Het kanton maakte deel uit van het arrondissement Chartres. Het werd opgeheven bij decreet van 24 februari 2014, met uitwerking op 22 maart 2015. Alle gemeenten werden toegevoegd aan het kanton Illiers-Combray.

## Gemeenten
Het kanton Courville-sur-Eure omvatte de volgende gemeenten:
- Billancelles
- Chuisnes
- Courville-sur-Eure (hoofdplaats)
- Dangers
- Le Favril
- Fontaine-la-Guyon
- Fruncé
- Landelles
- Mittainvilliers
- Orrouer
- Pontgouin
- Saint-Arnoult-des-Bois
- Saint-Denis-des-Puits
- Saint-Georges-sur-Eure
- Saint-Germain-le-Gaillard
- Saint-Luperce
- Vérigny
- Villebon